# Solresol
Solresol (v solresolu jazyk) je plánový jazyk, který vytvořil francouzský hudebník François Sudre. Sudre se svému jazyku věnoval po celý svůj život a získal za něj i uznání ve vědeckých kruzích. Solresol byl postupně zatlačen do pozadí ve stínu úspěšnějších plánových jazyků jako jsou Volapük nebo Esperanto.

## Charakteristika

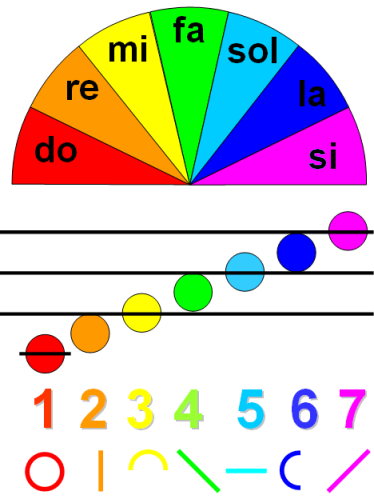
Různé způsoby interpretace Solresolu

Solresol má jen sedm základních fonémů, ze kterých jsou slova složena. Každé slovo navíc sestává z jedné až pěti slabik. Význam slova také ovlivňuje přízvuk na konkrétní slabiku nebo prodloužení některé slabiky.
Jazyk je možné vyjadřovat slovy, hudbou, písmem i gesty rukou. Mluvená i písemná interpretace je možná pomocí solmizačních slabik, ale k samotnému zápisu lze použít také jiné způsoby - např. sedm čísel nebo i sedm barev duhy. Hudební interpretace používá sedm not téže oktávy.
Při zápisu solresolu latinkou se používají dva způsoby. Buď se solmizační slabiky zapisují celé nebo jen jejich začáteční písmena, kromě slabiky sol, kterou je třeba odlišit od slabiky si. Solresol se tak může psát také jako sorso.
| do | re | mi | fa | sol | la | si |
| d  | r  | m  | f  | so  | l  | s  |
| -- | -- | -- | -- | --- | -- | -- |

## Slovní zásoba
Slova jsou rozdělena do několika kategorií, podle toho kterou slabikou nebo notou začínají. Slova začínající sol jsou významově spojena s uměním a vědou, pokud slovo začíná slabikami solsol souvisí významově s medicínou, apod. Poslední pár slabik odlišuje konkrétní věci jako např. jablko a hrušku.
Slova ženského rodu se tvoří přízvukem na poslední slabice a množné číslo se tvoří prodloužením poslední slabiky. Slova opačného významu se tvoří obrácením pořadí slabik - např. fala znamená dobrý, lafa znamená špatný.
Tato tabulka přehledně zobrazuje slova o jedné až dvou slabikách.
| Slabiky | Bez druhé slabiky | -do               | -re               | -mi                    | -fa                  | -sol                     | -la                         | -si                      |
| ------- | ----------------- | ----------------- | ----------------- | ---------------------- | -------------------- | ------------------------ | --------------------------- | ------------------------ |
| Do-     | ne, ani, také ne  | (minulý čas)      | já                | ty                     | on                   | sám (jako anglické self) | někdo                       | jiný                     |
| Re-     | a                 | můj               | (předminulý čas)  | tvůj                   | jeho                 | náš                      | váš                         | jejich                   |
| Mi-     | nebo              | pro, aby, proto   | kdo, který, tento | (budoucí čas)          | čí, jehož            | dobrý                    | tady je; spatřit            | dobrý večer / dobrou noc |
| Fa-     | k                 | co? cože?         | s, spolu          | toto                   | (podmiňovací způsob) | proč, z jakého důvodu    | dobrý, chutný               | hodně; extrémně          |
| Sol-    | pokud, jestli     | ale               | v, uvnitř         | špatný, nemocný        | protože              | (rozkazovací způsob)     | (neu)stále, vždy, bez konce | díky                     |
| La-     | (člen určitý)     | nic, nikdo, žádný | během             | zde, tady              | špatný               | nikdy                    | (příčestí činné)            | od                       |
| Si-     | ano               | ta samá věc       | každý, vždy       | dobré ráno / odpoledne | malý; sotva, stěží   | pan                      | chlapec, mladý muž          | (příčestí trpné)         |

## Gramatika

### Jmenný rod a množné číslo
Jmenný rod se rozlišuje podle významu slova - všechny věci mužského významu jsou mužského rodu, všechny věci ženského významu jsou ženského rodu a všechny ostatní materiální a abstraktní věci a objekty u kterých nelze určit pohlaví.
Ženský rod se v mluveném jazyce odlišuje od mužského prodloužením poslední slabiky. Například slovo sisol znamená "pan", sisool znamená "paní".
Množné číslo se tvoří přesunem přízvuku na poslední slabiku. V psané podobě se toto značí apostrofem. Například doremire znamená "oko", doremire' znamená "oči".
V případě, že příslušnému slovu předchází některé z krátkých slov fa, la, redo, remi, refa, resol, rela, resi, mire, mifa nebo fami, přechází označení ženského rodu nebo množného čísla na poslední slabiku tohoto slova. Např. redo' resimire ("Mí bratři"), laa sisol ("Ta paní").

### Stupňování přídavných jmen
Stupňování se provádí pomocí dvou slov fasi (hodně) a sifa (malý; málo). Komparativ se tvoří přidáním fasi před přídavné jméno a superlativ se tvoří jeho přidáním za přídavné jméno.
- laredosol - bílý
- fasi laredosol - bělejší
- laredosol fasi - nejbělejší

Stejným způsobem se pomocí slova sifa tvoří deminutivum přídavného jména.
- sifa laredosol - bělavý
- laredosol sifa - nejbělavější

### Číslovky
Číslovky v solresolu jsou roztříděny do pěti skupin po šesti číslech s výjimkou čísla 0 (soldo).
| 1      | 2      | 3      | 4        | 5        | 6      |
| ------ | ------ | ------ | -------- | -------- | ------ |
| redodo | remimi | refafa | resolsol | relala   | resisi |
| 7      | 8      | 9      | 10       | 11       | 12     |
| mimido | mimire | mimifa | mimisol  | mimila   | mimisi |
| 13     | 14     | 15     | 16       | 17       | 18     |
| midodo | mirere | mifafa | misolsol | milala   | misisi |
| 19     | 20     | 30     | 40       | 50       | 60     |
| fafado | fafare | fafami | fafasol  | fafala   | fafasi |
| 80     | 100    | 1000   | milion   | miliarda | bilion |
| fadodo | farere | famimi | fasolsol | falala   | fasisi |

Chybějící číslovky 70 a 90 lze utvořit sečtením čísel 60 a 10 (fafasi mimisol), popř. 80 a 10 (fadodo mimisol).

### Časování sloves
Slovesa přítomného času mají stejný tvar jako slovesa v infinitivu, pouze se doplní osoba.
- dore domilado solresol - já mluvím solresolem.

Pro vyjádření ostatních časů a způsobů se před sloveso přidají příslušné dvě slabiky uvedené v tabulce výše. Tyto dvě slabiky lze ve zkráceném zápisu nahradit napsáním jednoho velkého písmene těchto slabik. U rozkazovacího způsobu (imperativu) se osoba nemusí uvádět.
- dore dodo domilado solresol nebo dr dd dmld sorso nebo dr D dmld sorso - Mluvil jsem solresolem.
- dore mimi domilado solresol nebo dr mm dmld sorso nebo dr M dmld sorso - Budu mluvit solresolem.
- dore fafa domilado solresol nebo dr ff dmld sorso nebo dr F dmld sorso - Mluvil bych solresolem.
- solsol domilado nebo soso dmld nebo SO dmld - Mluv(te)!

Ve větách, kde je podmětem nevyjádřeným "nějaké ono" se v solresolu žádná osoba neuvádí.
- sisido - prší
- dodo sisido - pršelo
- mimi sisido - bude pršet

### Ano/ne otázky
Otázky, na které lze odpovědět pouze "ano" (si) či "ne" (do) se tvoří obrácením pořadí podmětu a přísudku. V běžné oznamovací větě předchází podmět přísudku, u tázacích vět je tomu naopak.
- domi remisolde. - Spíš.
- remisolde domi? - Spíš?
- remisolde domi fala? - Spal jsi dobře?

## V kultuře
Ve filmu Blízká setkání třetího druhu Stevena Spielberga byl solresol použit mimozemšťany pro komunikaci s lidmi ze Země.
Australský animátor Adam Phillips vytvořil na základě solresolu hudební jazyk sarus pro svůj seriál Brackenwood, kde ho používá fiktivní rasa YuYu.

## Vzorový text

### Všeobecná deklarace lidských práv
| solresol | Sire misolredo doredore famido re misolla, re famisol dosila re refasi. Dofa midomido midodosi dofasifa re domilafa, re falado fasolfa miladomi midodosi simisila. |
| česky    | Všichni lidé se rodí svobodní a sobě rovní co do důstojnosti a práv. Jsou nadáni rozumem a svědomím a mají spolu jednat v duchu bratrství.                         |